# Família Paricano
Paricano (em persa médio: pldkʾn; romaniz.: Farragān; em parta: prdkn; romaniz.: Farragān; em grego clássico: Παρικαν; romaniz.: Parikan) foi uma família nobre Império Sassânida. Não fazia parte daquilo que a tradição chamou de sete clãs partas, as famílias mais respeitadas na Pérsia nesse momento, e sua existência é atestada a partir de evidência epigráfica. Segundo a inscrição trilíngue Feitos do Divino Sapor, os Paricanos acolheram o príncipe Sasano e educaram-o segundo a prática iraniana estabelecida. Ao menos dois membros da família são conhecidos: Farreces filho de Farreces, que ocupou a segunda posição na corte do xá Pabeco, e Uifer, filho de Farraces, que ocupou a vigésima primeira posição na corte de Artaxes I (r. 224–242).